# Mesoleptus impotens
Mesoleptus impotens là một loài tò vò trong họ Ichneumonidae.